# Bunkyo
Bunkyō (文京区, Bunkyō-ku) is een van de 23 speciale wijken van Tokio.  De wijk bestaat in zijn huidige vorm sinds 15 maart 1947.
Bunkyo is vooral een educatief centrum en woonwijk. Vanaf de Meijiperiode hebben enkele bekende geleerden en politici in de wijk gewoond, alsook de schrijver Natsume Sōseki. Bunkyo is een zusterwijk van Kaiserslautern, Rijnland-Palts, Duitsland. 
Onder andere de drukkerij Kodansha en de apotheekketen Tomod's hebben hun hoofdkantoor in Bunkyo. 

## Districten
Bunkyo telt 20 districten:
- Hakusan
- Hongō
- Hon-komagome
- Kasuga
- Kohinata
- Koishikawa
- Kōraku
- Mejirodai
- Mukōgaoka
- Nezu
- Nishikata
- Otowa
- Ōtsuka
- Sekiguchi
- Sendagi
- Sengoku
- Suidō
- Yayoi
- Yushima

## Geboren in Bunkyo
- Yoritsune Matsudaira (1907-2001), componist en pianist
- Yukio Hatoyama (1947), premier van Japan (2009-2010)

## Bezienswaardigheden
- Sint-Mariakathedraal
- Park bij het Nezu-Shinto-schrijn met fraaie aanplant van rododendrons